# Gotha Ka 430
Gotha Ka 430 – niemiecki wojskowy szybowiec transportowy z okresu II wojny światowej.

## Historia
Szybowiec Ka 430 został opracowany w 1943 przez Alberta Kalkerta dla zakładów Gothaer Waggonfabrik AG jako następca Go 242. Do wstępnych prób (sekcji ogonowej i rampy ładunkowej) przebudowano Go 242 (egzemplarz A-2). Po pomyślnych testach złożono zamówienie w Mitteldeutsche Metallwerke na 30 egzemplarzy przedprodukcyjnych (Ka 430A-0). W 1944 przetestowano pomyślnie pierwszy z nich, maszynami holującymi były He 111H i Ju 88A. W próbach obciążono szybowiec ładunkiem o masie 1400 kg. Do końca wojny wyprodukowano 12 szybowców tego typu, jednak żaden z nich nie był użyty bojowo.

## Konstrukcja
W stosunku do Go 242, Ka 430 miał mniejsze wymiary i lepszy profil aerodynamiczny.
Kadłub składał się ze stalowej kratownicy pokrytej sklejką (w części przedniej) i płótnem (w części ogonowej). Z tyłu kadłuba znajdowała się otwierana rampa ładunkowa. Na spodzie znajdowała się 13 mm płyta stalowa, a na grzbiecie w obrotowej wieży zainstalowano karabin maszynowy MG 131. Skrzydła miały drewnianą konstrukcję pokrytą sklejką i płótnem. Konstrukcja ogona była klasyczna, z pojedynczą belką. Zastosowano podwójne sterowanie i stałe, trójkołowe podwozie, możliwe było też zamontowanie rakietowych silników hamujących.